# Maks Kaśnikowski
Maks Kaśnikowski (* 6. Juli 2003 in Warschau) ist ein polnischer Tennisspieler.

## Karriere
Zwischen 2017 und 2021 spielte Kaśnikowski auf der ITF Junior Tour. Dabei nahm er viermal an Grand-Slam-Turnieren teil, wo sein bestes Resultat im Einzel zweimal das Achtelfinale im Jahr 2021 war. Im Doppel zog er bei den French Open 2021 ins Viertelfinale ein. Durch einige gute Ergebnisse bei Turnieren der zweit- und dritthöchsten Kategorien Grade 1 und Grade 2 kletterte er in der Junioren-Rangliste bis auf Platz 12.
Bei den Profis spielte Kaśnikowski ab 2021 Turniere. Auf der drittklassigen ITF Future Tour erreichte er in diesem Jahr seine ersten zwei Halbfinals. In der Partie gegen Hongkong wurde Kaśnikowski bereits Anfang 2020 das erste Mal für die polnische Davis-Cup-Mannschaft nominiert; er gewann bei seinem Debüt das unbedeutende dritte Einzel, da Polen bereits uneinholbar vorne lag. 2022 zog er gleich fünfmal in ein Future-Endspiel ein, wovon er eines zu seinem ersten Titel nutzen konnte. Auch im Doppel war er das erste Mal erfolgreich. Erster Erfolg auf der höherdotierten ATP Challenger Tour feierte er in Calgary, wo er aus der Qualifikation heraus ins Halbfinale vorstieß. Auf dem Weg dorthin schlug er u. a. die Nummer 118 Vasek Pospisil. Stark verbessert schloss er das Jahr auf Rang 393 der Weltrangliste ab. Anfang 2023 unterlag der Pole im Davis-Cup-Match gegen Japan bei seinem zweiten Einsatz Kaichi Uchida aus Japan. Bis Mitte des Jahres gelangen ihm zwei weitere Future-Titel zu gewinnen, die ihn knapp vor die Top 300 stiegen ließen. Nachdem er zweimal im Viertelfinale von Challengers gescheitert war, fand Kaśnikowski im Oktober 2023 das erste Mal den Weg in ein Endspiel auf diesem Niveau. Gegen Lukáš Klein unterlag er in Ortisei denkbar knapp – alle drei Sätze wurde im Tie-Break entschieden. Zudem vergab er im dritten Satz zwei Matchbälle. Nach dem Turnier stand er auf seinem Karrierehoch von Rang 288; bis Jahresende fiel er wieder aus den Top 300 und schloss es auf Platz 325 ab.
Beim ersten Turnier im Jahr 2024 in Oeiras musste Kaśnikowski in der ersten Runde gegen Adrian Andreew sechs Matchbälle abwehren, bevor er gewann. Die anschließenden drei Matches gab er keinen Satz ab. Im Finale schlug er Gastão Elias, um seinen ersten Challengertitel zu gewinnen. Der Titel führte ihn mit Rang 278 an sein Karrierehoch.

## Erfolge
| Legende (Anzahl der Siege) |
| Grand Slam                 |
| ATP Finals                 |
| ATP Tour Masters 1000      |
| ATP Tour 500               |
| ATP Tour 250               |
| ATP Challenger Tour (2)    |

### Einzel

#### Turniersiege
| Nr. | Datum          | Turnier | Belag         | Finalgegner          | Ergebnis       |
| --- | -------------- | ------- | ------------- | -------------------- | -------------- |
| 1.  | 7. Januar 2024 | Oeiras  | Hartplatz (i) | Gastão Elias         | 7:61, 4:6, 6:3 |
| 2.  | 22. Juni 2024  | Posen   | Sand          | Camilo Ugo Carabelli | 3:6, 6:4, 6:3  |